# ながめ余興場
ながめ余興場（ながめよきょうじょう）は、群馬県みどり市大間々町大間々のながめ公園にある近代和風建築の芝居小屋。「ながめの劇場」とも呼ばれる。公演が行われていないときは見学することができる。

## 歴史

### 竣工
渡良瀬川に架かる高津戸橋の西側にはながめ遊園地という行楽施設があり、北側にある第一会場にながめ余興場がある。1937年（昭和12年）5月、大工棟梁の今泉浅次と萩原金次郎によって建てられた。施主は持箸米造。

### 映画館化
1965年（昭和40年）には梅沢清（梅沢富美男の父）一座によって最後の芝居興行が行われた。その後、2階の桟敷席を改修して土足で上がれる椅子席とし、1965年（昭和40年）から1987年（昭和62年）までは映画館として使われた。

### 利活用

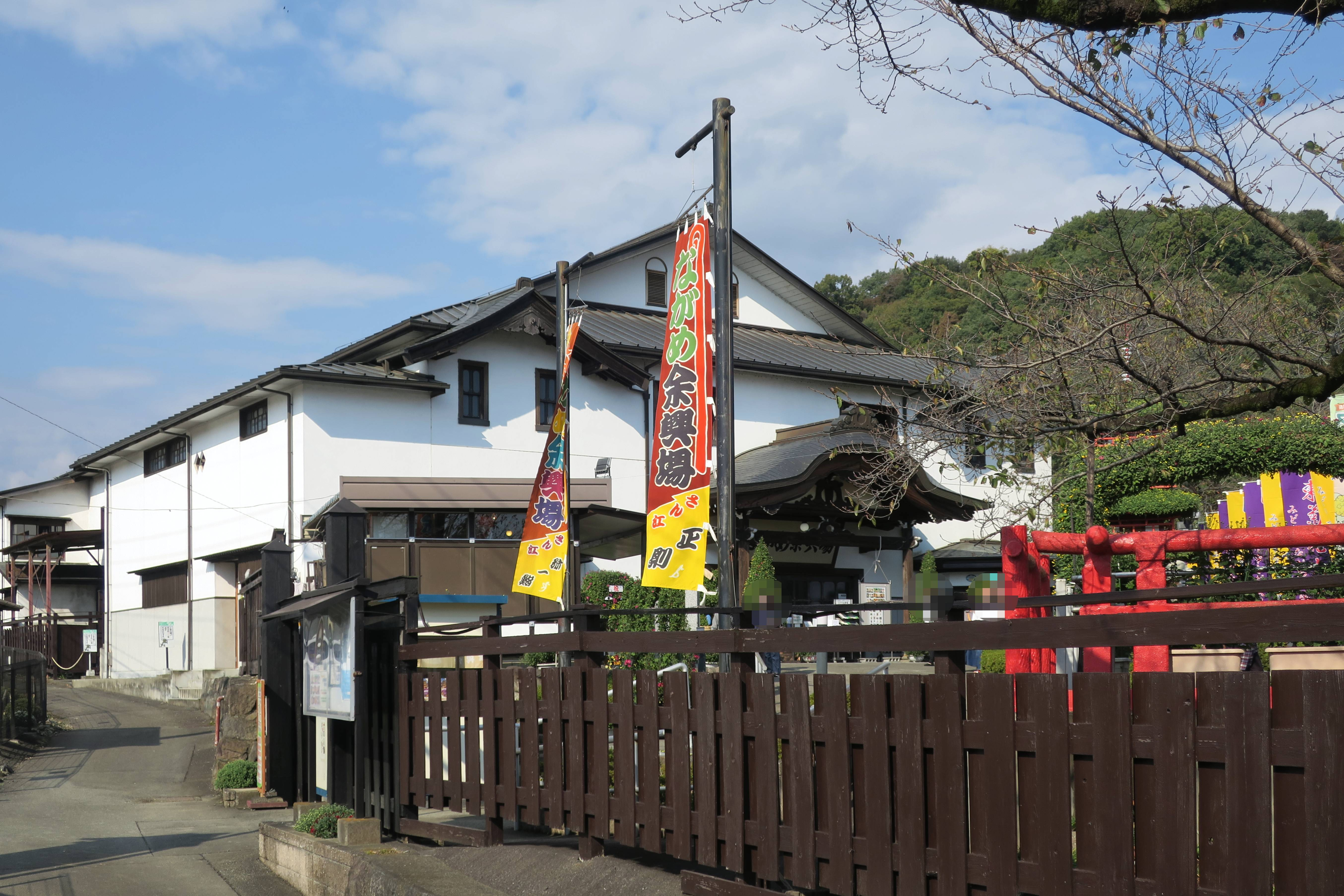
のぼりと建物

1987年（昭和62年）以後は空き家となっていたが、保存を求める声が高まったことで、1990年（平成7年）12月26日に大間々町が建物を取得した。1992年（平成4年）6月25日には敬老会による寿連合会芸能発表会が催され、同年6月28日には1100人が参加した町づくり討論会が催された。1995年（平成7年）3月25日には大間々町指定文化財に指定された。
1993年（平成5年）に全国芝居小屋連絡協議会が結成されると、ながめ余興場も全国芝居小屋会議に加盟した。1994年（平成6年）から1997年（平成9年）にかけて改修工事がなされ、枡席の復元などがされた。

## 建築
木造2階建て。切妻造、妻入り。梁間10間、桁行15間。軒高は7.30メートル、総高は11.50メートル。玄関は唐破風。
廻り舞台、花道、2階席などを有する本格的な芝居小屋であり、玄関は東京の歌舞伎座を模したとされる。舞台は幅10間、奥行5間であり、舞台の中央部には直径21尺（約6.3 m）の廻り舞台がある。廻り舞台の動力は人力であり、日本に現存する数少ない手回しの廻り舞台とされている公演が行われていないときは見学することができる。

## 利用案内
休館日
- 火曜日（祝日の場合は翌日）、年末年始（12月28日から1月4日）

見学時間
- 午前9時から午後4時（最終入園は午後3時30分）

見学料
- 一般:個人 300円 小・中学生 150円
- 団体（20名以上）:個人 250円 小・中学生 100円
- 観客収容人数は650人

交通アクセス
- わたらせ渓谷鐵道大間々駅から徒歩約8分

## 周辺
- 群馬県道338号駒形大間々線
- 高津戸橋
- はねたき橋
- 大間々神明宮
- 高津戸城
- 高津戸ダム
- みどり市大間々博物館